# اریک موریلیو
اریک موریلو (به انگلیسی: Erick Morillo)؛ (زاده ۲۶ مارس ۱۹۷۱ – درگذشته ۱ سپتامبر ۲۰۲۰) دی‌جی، تهیه‌کننده موسیقی و ناشر موسیقی اهل ایالات متحده آمریکا بود. وی بین سال‌های ۱۹۸۲ تا ۲۰۲۰ میلادی کار می‌کرد. اریک موریلو سه بار در سال‌های ۱۹۹۸، ۲۰۰۱، و ۲۰۰۳ برنده جایزه «بهترین دی‌جی هاوس» از جوایز دی‌جی و سه بار برنده «بهترین دی‌جی بین‌المللی» در سال‌های ۲۰۰۲، ۲۰۰۶ و ۲۰۰۹ بود که در مجموع ۱۵ مورد نامزدی را بین سال‌های ۱۹۹۸ تا ۲۰۱۰ دریافت کرد.
از مهمترین آثار اریک موریلو می‌توان به تدوین دوباره ترانه «I Like to Move It» اشاره کرد. این ترانه در سال ۲۰۰۵ (میلادی) و پس از آن که در پویانمایی رایانه‌ای ماداگاسکار بکار رفت، یک بار دیگر به صدر ترانه‌های روز بازگشت.
در ژوئیه ۲۰۲۰ پلیس، اریک موریلو را به اتهام تجاوز جنسی به یک دی جی زن بازداشت کرد. پیکر اریک موریلو در روز سه‌شنبه ۱ سپتامبر ۲۰۲۰ پیدا شد. او قرار بود روز جمعه همان هفته برای تفهیم اتهام در دادگاه حضور یابد. درباره علت مرگ وی خبری منتشر نشده است.